# Puerta del Sol (Tiahuanaco)
La Puerta del Sol es un monolito tallado en forma de arco o puerta de entrada en el sitio de Tiahuanaco por la cultura Tiahuanaco, una civilización andina de Bolivia y Perú que prosperó alrededor del lago Titicaca en los Andes. del oeste de América del Sur alrededor de 500-950 DC.
Tiahuanaco se encuentra cerca del lago Titicaca, a unos 3.825 m s. n. m., cerca de La Paz, la sede de gobierno de Bolivia. La Puerta del Sol mide aproximadamente 3 m (9,8ft) de alto y 4 m (13ft) de ancho, y fue tallada en una sola pieza de piedra. Su peso se estima en 10 toneladas. Cuando los exploradores europeos lo redescubrieron a mediados del siglo XIX, el megalito yacía horizontalmente y tenía una gran grieta. Actualmente se encuentra en el lugar donde fue encontrado, aunque se cree que este no es su sitio original, lo que sigue siendo incierto.
Algunos elementos de la iconografía de Tiahuanaco se extendieron por todo Perú y partes de Bolivia. Aunque ha habido varias interpretaciones modernas de las misteriosas inscripciones encontradas en el objeto, se cree que las tallas que decoran la puerta poseen un significado astronómico y / o astrológico y pueden haber tenido un propósito calendárico. Además, los estudiosos han descubierto que el diseño debajo de la figura central está destinado a representar ciclos celestes. Al ser un monumento posterior al sitio en el que se encuentra, la Puerta del Sol también podría haber representado una transición de la religión lunar a una religión solar basada en su posición al sol hacia el oeste.

## Características

### Materialidad
Este portal lítico fue trabajado en un solo bloque de piedra andesita de aproximadamente 10 t de peso. En el pasado no era una pieza aislada sino, más bien, parte de una edificación mayor, que pudo ubicarse en la cima de Kalasasaya.

### Bajorrelieves
La puerta tiene un dintel profudamante ornamentado  con figuras geométricas y antropomorfas, entre ellas se encuentran:

Figuras esculpidas en el dintel de la puerta del Sol según el dibujo de Charles Wiener: Perou et Bolivie, de 1880.
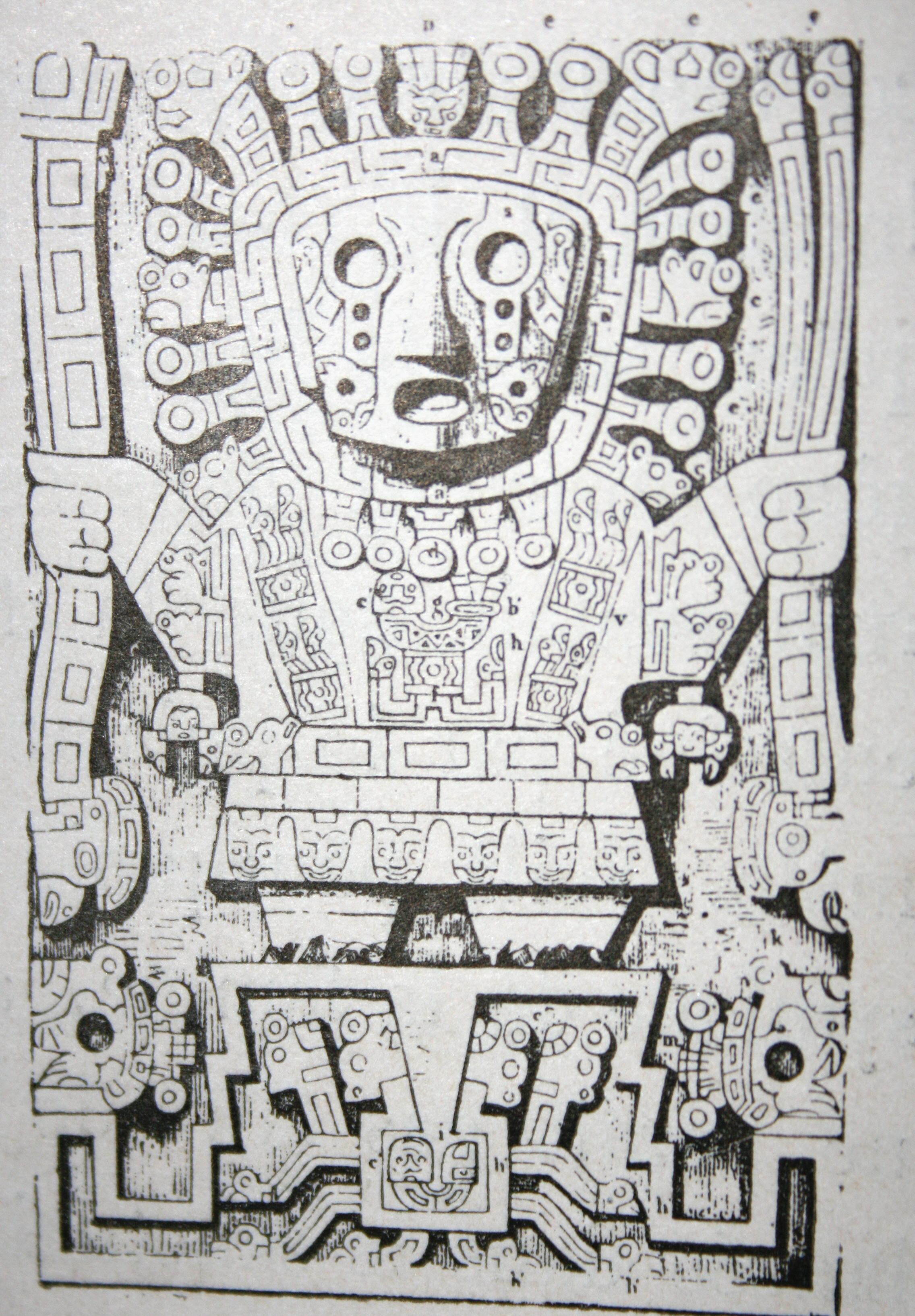
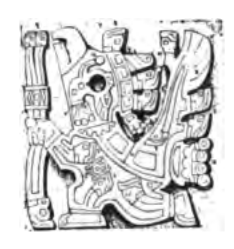
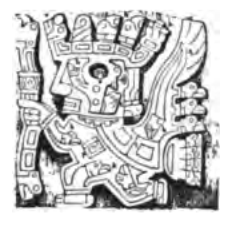

#### Imagen central
La imagen central de la puerta representa al Señor de los báculos, que algunos identifican con el dios inca Huiracocha.[cita requerida]

#### Imágenes laterales
Rodeado de unas criaturas aladas que se arrodillan ante la figura central. Algunas de estas figuras representan hermosas cabezas de cóndor. La puerta quedó inconclusa ya que hay varias figuras sin acabar, como si los tallistas hubiesen abandonado precipitadamente el martillo y el cincel.

#### Análisis ornamental
El esqueleto constructivo de la ornamentación es elementalmente geométrico. Un eje vertical pasa por el centro del frontis y lo divide en dos partes iguales, esta acción da lugar a un primer ritmo dentro del espacio: simetría. A ambos lados del eje mencionado quedan tres hileras de cuadrados iguales entre sí, se continúan tanto como a la izquierda como a la derecha en línea horizontal dando lugar a un nuevo ritmo dentro del espacio: repetición. En el sentido vertical, las dichas hileras se distribuyen en ocho filas de cada lado del eje, en este caso se vuelve a apreciar la repetición como ritmo dentro del espacio pero esta vez debido al elemento dentro de la misma se genera una alternancia. En el rectángulo inferior, se distribuyen sobre el eje horizontal una serie de figuras e ideografías típicas americanas contrapuestas dejando espacios vacíos, dando lugar a otro ritmo dentro del espacio: contraposición.

### Rotura
La puerta presenta en su parte superior derecha una rotura que divide la piedra en dos.

Estado de la pieza durante las primeras excavaciones realizadas entre 1903 y 1904, según el registro fotográfico de Arthur Posnansky.
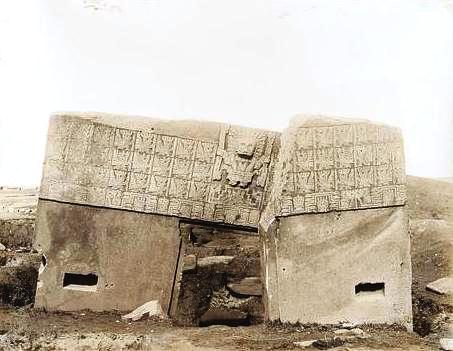
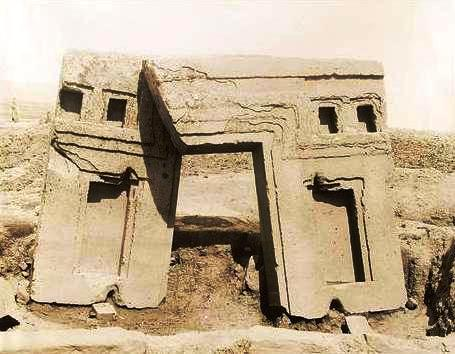

## Representaciones

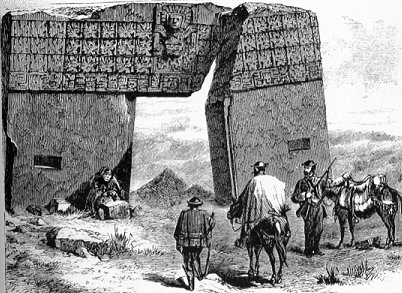

Existen diferentes descripciones de la pieza a través del tiempo, el libro de viajes de E. G. Esquier ya presenta una representación del monumento en 1877. A partir de 1904 se cuentan con dibujos y fotografías realizadas por Arthur Posnansky.
Los estudios de diferentes etapas también han sido parte de las investigaciones arqueológicas, destacándose las reconstrucciones propuestas en diferentes etapas del siglo XX.
Charles Wiener en su libro: Collo-Collo y Tiahuanaco. Antigüedades. Copacabana. Convento. Vestigios antiguos. Islas del Titicaca, describe el monumento de esta manera:
“Al extremo Oeste se halla la famosa Puerta del Sol, monolito de tres metros de alto por cuatro de ancho, y uno de espesor. Es un bloque de pérfido esculpido en todas sus caras. El trabajo principal del artista se concentró en el dintel de la fachada Este, es ahí que aparece el bajo relieve en gran dios sol, y serie de figurillas que parecen aproximarse a él a la derecha y a la izquierda. Los bajos relieves están cubiertos de dibujos grabados que no podrán ser considerados como líneas trazadas al azar. Se puede afirmar que tienen un sentido, menos simbólico quizá que ideográficos”.

## Interpretación
A través del tiempo y dadas las diferentes clasificaciones y definición de los periodos de la cultura Tiahuanaco, la puerta del Sol, así como el conjunto arqueológico en general han sido parte de numerosas especulaciones y teorías de diferente índole.
De acuerdo con la leyenda aimara, la puerta guarda un secreto que los antiguos aymaras dejaron escondido en Lakaqullu para ayudar a una futura humanidad en apuros[cita requerida]. Actualmente es uno de los monumentos más importantes de Tiahuanaco.

## El dios de los báculos

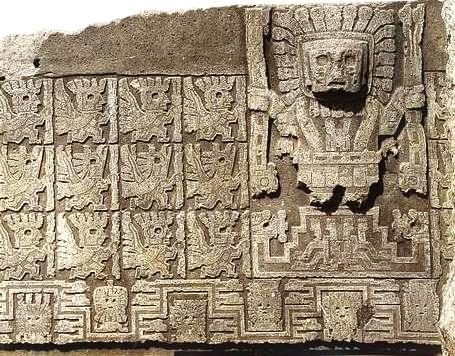
Tallado del dios de los báculos en la Puerta del Sol de Tiwanaku.

En el centro de la Puerta del Sol se encuentra uno de los pocos tallados del dios de los báculos, una divinidad del cielo que abarca la idea andina de un general "Dios Creador" originaria en el Imperio Tiahuanaco, Es venerado como Dios supremo dentro del Imperio incaico. Figura como el creador del mundo, del sol y de la luna. Se le atribuye también la creación de la substancia de la cual se originan todas las cosas.
Algunos han propuesto que este dios de los báculos sería el conocido como Viracocha en la mitología inca.[cita requerida] Según las crónicas, Huiracocha nació en la isla del sol del Lago Titicaca. Se cree que Huiracocha interviene en tiempos de crisis pero también es visto como un héroe cultural. Los aspectos que se superponen en el panteón superior que consiste de Viracocha, Punchao, Inti, e Illapa, podrían derivarse de una sola entidad del dios del cielo y la tormenta. Algunas veces los aspectos tienen diferencias suficientes para adorarlos en una manera separada.